# Communauté d'agglomération de Mantes-en-Yvelines
Pour les articles homonymes, voir Mantes, Yvelines et Camy.
La communauté d'agglomération de Mantes-en-Yvelines ou CAMY est une ancienne communauté d'agglomération française, située dans le département des Yvelines et la région Île-de-France. Elle fut l'une des premières structures intercommunales à être créée dans la région. 
Elle est dissoute le 31 décembre 2015, compte tenu de la création de la communauté urbaine Grand Paris Seine et Oise le 1er janvier 2016.

## Histoire
Créée le 2 décembre 1999, la CAMY a succédé au district urbain de Mantes (DUM), créé en 1966.  Le DUM avait lui-même remplacé le syndicat intercommunal d'assainissement de l'agglomération mantaise fondé en 1951.
Aimé Bergeal et Jacques Boyer, anciens présidents du DUM, ont fortement contribué au développement du territoire du Mantois. 
À la suite du départ de Jacques Boyer en 1995, Dominique Braye devient le président du DUM puis de la CAMY.
Depuis juillet 2004, la CAMY est au centre d'un schéma de cohérence territoriale (SCOT) regroupant 50 communes. Ce schéma, qui s’inscrit dans le cadre de la loi SRU (solidarité et renouvellement urbains) de décembre 2000, doit définir les orientations de développement du territoire de la Seine-Aval pour les années à venir. Ce projet est piloté par l'établissement public d'aménagement du Mantois Seine-Aval (EPAMSA).
En novembre 2010, la CAMY adhère au syndicat mixte d'études Paris Métropole. 
Depuis 2013, la CAMY compte 35 communes. À l'issue des élections municipales de 2014, Paul Martinez, maire de Buchelay, devient président de la CAMY le 14 avril 2014. 

## Géographie
Le territoire de la CAMY se situe à l'ouest de l'agglomération parisienne, autour de la vallée de la Seine et de la ville de Mantes-la-Jolie. 

### Composition

Les 35 communes de la CAMY en 2013.

À sa création en 1999, la CAMY regroupait huit communes. En 2004, 2005, 2011, 2012 et 2013, de nouveaux membres ont rejoint la CAMY qui regroupe désormais trente-cinq communes :
- Depuis 1999 : Buchelay, Guerville, Magnanville, Mantes-la-Jolie, Mantes-la-Ville, Porcheville, Rolleboise et Rosny-sur-Seine ;

- Depuis 2004 : Méricourt et Mousseaux-sur-Seine ;

- Depuis 2005 : Drocourt et Follainville-Dennemont ;

- Depuis 2011 : Auffreville-Brasseuil, Arnouville-lès-Mantes, Breuil-Bois-Robert, Hargeville et Sailly ;

- Depuis 2012 : Boinville-en-Mantois, Épône, Favrieux, Flacourt, Goussonville, Jouy-Mauvoisin, Jumeauville, La Falaise, Le Tertre-Saint-Denis, Mézières-sur-Seine, Perdreauville, Soindres et Vert ;

- Depuis 2013 : Fontenay-Mauvoisin, Fontenay-Saint-Père, Gargenville, Guernes et Saint-Martin-la-Garenne.

À noter que la troisième ville de l'agglomération, Limay, 16 302 habitants, qui est aussi la plus industrialisée, ne souhaite pas adhérer à la CAMY. À la suite du SDCI des Yvelines, elle s'associe en janvier 2013 à Issou et Guitrancourt, communes de la rive droite de la Seine, pour former la communauté de communes des Coteaux du Vexin.
| Nom                     | Code Insee | Gentilé         | Superficie (km2) | Population (dernière pop. légale) | Densité (hab./km2) |
| ----------------------- | ---------- | --------------- | ---------------- | --------------------------------- | ------------------ |
| Magnanville (siège)     | 78354      | Magnanvillois   | 4,26             | 5 961 (2014)                      | 1 399              |
| Buchelay                | 78118      | Buchelois       | 4,94             | 2 930 (2014)                      | 593                |
| Guerville               | 78291      | Guervillois     | 9,98             | 2 131 (2014)                      | 214                |
| Mantes-la-Jolie         | 78361      | Mantais         | 9,38             | 44 985 (2014)                     | 4 796              |
| Mantes-la-Ville         | 78362      | Mantevillois    | 6,06             | 19 858 (2014)                     | 3 277              |
| Porcheville             | 78501      | Porchevillois   | 4,62             | 3 031 (2014)                      | 656                |
| Rolleboise              | 78528      | Rolleboisiens   | 2,96             | 410 (2014)                        | 139                |
| Rosny-sur-Seine         | 78531      | Rosnéens        | 19,36            | 5 842 (2014)                      | 302                |
| Méricourt               | 78391      | Méricourtois    | 2,15             | 405 (2014)                        | 188                |
| Mousseaux-sur-Seine     | 78437      | Moussois        | 7,20             | 676 (2014)                        | 94                 |
| Drocourt                | 78202      | Drocourtois     | 3,84             | 545 (2014)                        | 142                |
| Follainville-Dennemont  | 78239      | Follainvillois  | 9,69             | 1 873 (2014)                      | 193                |
| Auffreville-Brasseuil   | 78031      | Auffrevillois   | 2,37             | 646 (2014)                        | 273                |
| Arnouville-lès-Mantes   | 78020      | Arnouvillois    | 9,98             | 910 (2014)                        | 91                 |
| Breuil-Bois-Robert      | 78104      | Breuillois      | 3,75             | 725 (2014)                        | 193                |
| Hargeville              | 78300      | Hargevillois    | 7,08             | 438 (2014)                        | 62                 |
| Sailly                  | 78536      | Saulois         | 5,45             | 382 (2014)                        | 70                 |
| Boinville-en-Mantois    | 78070      | Boinvillois     | 4,93             | 315 (2014)                        | 64                 |
| Épône                   | 78217      | Épônois         | 12,77            | 6 474 (2014)                      | 507                |
| Favrieux                | 78231      | Favrillais      | 3,18             | 148 (2014)                        | 47                 |
| Flacourt                | 78234      | Flacourtois     | 4,31             | 132 (2014)                        | 31                 |
| Goussonville            | 78281      | Goussonvillois  | 4,66             | 614 (2014)                        | 132                |
| Jouy-Mauvoisin          | 78324      | Joyaciens       | 2,82             | 556 (2014)                        | 197                |
| Jumeauville             | 78325      | Jumeauvillois   | 7,77             | 607 (2014)                        | 78                 |
| La Falaise              | 78230      | Falaisiens      | 3,00             | 579 (2014)                        | 193                |
| Le Tertre-Saint-Denis   | 78608      | Tertrois        | 2,91             | 120 (2014)                        | 41                 |
| Mézières-sur-Seine      | 78402      | Mézièrois       | 10,42            | 3 647 (2014)                      | 350                |
| Perdreauville           | 78484      | Perdreauvillois | 11,18            | 626 (2014)                        | 56                 |
| Soindres                | 78597      | Soindrais       | 5,19             | 669 (2014)                        | 129                |
| Vert                    | 78647      | Vertois         | 3,67             | 821 (2014)                        | 224                |
| Fontenay-Mauvoisin      | 78245      | Fontenaysiens   | 3,31             | 395 (2014)                        | 119                |
| Fontenay-Saint-Père     | 78246      | Fontenaysiens   | 13,06            | 996 (2014)                        | 76                 |
| Gargenville             | 78267      | Gargenvillois   | 8,67             | 6 978 (2014)                      | 805                |
| Guernes                 | 78290      | Guernois        | 8,54             | 1 082 (2014)                      | 127                |
| Saint-Martin-la-Garenne | 78567      | Saint-Martinois | 15,75            | 986 (2014)                        | 63                 |

## Démographie
| 2010    | 2012    |
| ------- | ------- |
| 112 767 | 115 164 |

## Fonctionnement

Le siège de la CAMY à Magnanville.

### Le siège
Le siège de la CAMY se trouvait à Magnanville, puis à Mantes-la-Jolie.

### Les élus
Le conseil communautaire de la CAMY est composé de 90 membres issus des 35 communes. Il se réunit une dizaine de fois par an. Les membres du conseil communautaire sont répartis de la manière suivante : 
- Communes de moins de 1 500 habitants :
  - Arnouville-lès-Mantes : 1 siège
  - Auffreville-Brasseuil : 1 siège
  - Boinville-en-Mantois : 1 siège
  - Breuil-Bois-Robert : 1 siège
  - Drocourt : 1 siège
  - La Falaise : 1 siège.
  - Favrieux : 1 siège
  - Flacourt : 1 siège
  - Fontenay-Mauvoisin : 1 siège
  - Fontenay-Saint-Père : 1 siège
  - Goussonville : 1 siège
  - Guernes : 1 siège
  - Hargeville : 1 siège
  - Jouy-Mauvoisin : 1 siège
  - Jumeauville : 1 siège
  - Méricourt : 1 siège
  - Mousseaux-sur-Seine : 1 siège
  - Perdreauville : 1 siège
  - Rolleboise : 1 siège
  - Sailly : 1 siège
  - Saint-Martin-la-Garenne : 1 siège
  - Soindres : 1 siège
  - Le Tertre-Saint-Denis : 1 siège
  - Vert : 1 siège

- Communes de 1 500 à 2 999 habitants :
  - Buchelay : 2 sièges
  - Follainville-Dennemont : 2 sièges
  - Guerville : 2 sièges
  - Porcheville : 2 sièges

- Commune de 3 000 à 4 999 habitants
  - Mézières-sur-Seine : 3 sièges

- Communes de 5 000 à 9 999 habitants :
  - Épône : 4 sièges
  - Gargenville : 4 sièges
  - Magnanville : 4 sièges
  - Rosny-sur-Seine : 4 sièges

- Pôles urbains :
  - Mantes-la-Jolie : 27 sièges
  - Mantes-la-Ville : 12 sièges

### Identité visuelle

Logo de la CAMY de 1999 à 2010.
Logo de la CAMY depuis 2011.

### Les compétences
- Déplacements
- Aménagement de l'espace communautaire
- Développement économique et emploi
- Voirie d'intérêt communautaire
- Équilibre social de l'habitat
- Culture et sport
- Environnement
- Politique de la ville

## Déplacements
- Réseau de bus du Mantois : réseau de bus de l'agglomération mantaise comprenant une 18 lignes et plus de 300 points d'arrêt ;
- TàD Mantois : transport à la demande ;
- Ceinture verte : réseau de circulations douces traversant l'agglomération.

## Équipements
- Hospice Saint-Charles de Rosny-sur-Seine ;
- Stade nautique international de Mantes-en-Yvelines ;
- Patinoire de Mantes-en-Yvelines ;
- Golf de Guerville ;
- Base de loisirs de Moisson-Mousseaux ;
- École nationale de musique, de danse et de théâtre de Mantes-en-Yvelines ;
- Aqualude (pôle nautique de Mantes-en-Yvelines) ;
- Aquasport (Mantes-la-Ville).

## Divers
La CAMY a mis en service, en juin 2003, la première éolienne d'Île-de-France dans un terrain lui appartenant sur le site du centre d’enfouissement technique de déchets ultimes (classe 1) exploité dans la commune de Guitrancourt par la société EMTA (groupe ONYX). Il s'agit d'une éolienne de moyenne puissance, 60 kW de puissance nominale, installée sur un mât de 40 m de haut. L'hélice a 15 m de diamètre.